# Yunuslar Hanı
Die Karawanserei des Yunuslar Hanı gehört zu den seldschukischen Karawanenstationen der Kesikbeli-Karawanenroute des 13. Jahrhunderts zwischen dem Zentrum der Rum-Seldschuken in Zentralanatolien, Konya, und den Hafenstädten Alanya und Antalya am Mittelmeer. Er war die vierte Karawanserei auf dieser Karawanenroute 50 km westlich von Konya und etwa 30 km nordöstlich von Beyşehir an der Straße von Konya nach Beyşehir beim heutigen Dorf Yunuslar. Reste oder gar Ruinen sind nicht vorhanden.
Kurt Erdmann gibt an, dass 1955 die Ruine des Gebäudes existierte und seine Steine in den Häusern und Schulgebäuden im Dorf verwendet wurden, und dass die Dorfbewohner sagten, dass das Gebäude dem Kızılören Hanı ähnlich war. Gülgün Tunç und Gültan İçaydın vermerken diese Karawanserei ohne Hof zwischen Konya und Beyşehir. Der genaue Standort von Yunuslar Han ist nicht mehr bekannt. Die Bewohner des Dorfes Yunuslar gaben allerdings an, dass ihnen die Existenz einer Karawanserei unmittelbar im Dorf nicht bekannt war, dass das Land neben der Hacı Yusuf-Brücke jedoch "han yeri" (Karawansereiplatz) genannt wurde. Auch die Aussage von M. Kemal Özergin "in der Nähe des Dorfes Yunuslar" bezüglich des Gasthauses unterstützt diese Ansicht. Er berichtete, dass es in der Nähe von Yunuslar einen Han gab. Er beschrieb als Erster Grundriss und Architektur der Yunuslar-Karawanserei, deren Spuren im Gelände verschwunden sind. Allerdings wurden einige zum Gebäude gehörende Bogensteine in den Wänden einiger alter Häuser und in einer Brunnenstruktur im Dorf Yunuslar gefunden, daher der Name. Er sagt über das Gebäude: „An der Straße Konya-Beyşehir, ungefähr 12 km westlich des Kızılören Han, in der Nähe des Dorfes Yunuslar am Rande des Çoka Suyu. Es hat keine Inschrift und wurde zerstört“. Vermutet wird der Standort an der Karawanenroute Konya-Beyşehir etwa 12 km vom Kiziloren Hanı entfernt. Die Straße führte über eine zweibogige Brücke beim Dorf Yunuslar über den Çoka Çayı. An dieser von Friedrich Paul Theodor Sarre (1895) erwähnten Straße gab es eine fünfbogige Brücke, die aber ebenfalls nicht mehr existiert.